# Olgiate Comasco
Olgiate Comasco é uma comuna italiana da região da Lombardia, província de Como, com cerca de 10.390 habitantes. Estende-se por uma área de 10 km², tendo uma densidade populacional de 1039 hab/km². Faz fronteira com Albiolo, Beregazzo con Figliaro, Faloppio, Gironico, Lurate Caccivio, Oltrona di San Mamette, Parè, Solbiate.

## Demografia
| Variação demográfica do município entre 1861 e 2011                               |
|                                                                                   |
| Fonte: Istituto Nazionale di Statistica (ISTAT) - Elaboração gráfica da Wikipedia |